# کشتار ۲۰۱۸ سگای
کشتار ۲۰۱۸ سگای (انگلیسی: 2018 Sagay massacre) در ۲۰ اکتبر ساعت ۲۱:۴۵ به وقت محلی توسط یک گروه مسلح در استان نگرو غربی، فیلیپین رخ داد. در این کشتار ۹ نفر شامل ۴ زن، ۲ کودک و ۳ مرد که در حال خوردن شام در مزرعه‌شان بودند، کشته شدند. آنها در چادرشان نشسته بودند که مردان مسلح غافل‌گیرانه به آنها حمله کرده و به مدت ۱۰ دقیقه به روی آنها شلیک می‌کنند. سپس جسد سه‌تا از قربانیان را می‌سوزانند. این کشاورزان عضو فدراسیون ملی کارگران شکر بودند.